# Give One Get One
Give One Get One, також G1G1 — ініціатива організації One Laptop per Child, покликана збільшити випуск та поширення ноутбуків XO-1 для країн, що розвиваються.
G1G1 передбачає, що жертвувач, виділяючи кошти на 1 ноутбук XO-1, отримує два ноутбуки: один для себе, інший — направляється країні-учасниці програми.
Перша програма G1G1 проходила з листопада 2007 по 31 грудня 2007 року, отримати лептопи за нею могли тільки мешканці США та Канади. У листопаді 2008 року програму відновили, вона тривала до 31 грудня 2008 року і поширювалась на жителів країн-членів ЄС, Швейцарії, Росії та Туреччини. 2009 року програма «Give One Get One» не проводилась.
Нині програма Give One Get One проводиться спільно із Amazon.com, де можна придбати 1 ноутбук за $199, 2 ноутбуки XO — за $398 і т. д, проте усі придбані ноутбуки направляються країні-замовнику, пожертвувач не отримує комп'ютер. Крім того пряму пожертву можна здійснити за допомогою кредитної картки, платіжної системи PayPal або пожертвувавши свій бв автомобіль.